# St. Albans (Victoria)
St. Albans ist ein Stadtteil der australischen Metropole Melbourne im Verwaltungsbezirk Brimbank City.

## Geschichte
In St. Albans wurden im Jahre 1954 unter anderen viele deutsche Aussiedler angesiedelt. Die Aussiedler konnten angeben, wo sie in Australien arbeiten wollten. Viele Hamburger z. B. hatten Melbourne gewünscht, weil sie den Hafen mit ihrer Heimat verbanden.
Sie erhielten in St. Albans vom australischen Staat ein Grundstück von ca. 1000 m². Es wurde zunächst ein Holzhaus gebaut, welches im Laufe der Jahre vergrößert und mit Verblendsteinen versehen wurde. Die Aussiedler hatten sich verpflichtet, mindestens zwei Jahre in Australien zu arbeiten.
St. Albans entwickelte sich zu einer Vorstadt mit nationalen Geschäften, wie deutschen Metzgern und Bäckern, Banken und Einkaufszentren etc. wurden errichtet.
Mit zunehmendem Wohlstand verließen viele Aussiedler St. Albans; der Wertzuwachs der Grundstücke mit inzwischen oft großzügig angelegten Gärten war im Laufe der Jahre beträchtlich geworden.